# 米哈伊利夫卡 (洛佐瓦市鎮)
48°56′36″N 36°24′14″E / 48.94333°N 36.40389°E
米哈伊利夫卡（烏克蘭語：Михайлівка）是位於烏克蘭東部的村莊，由哈爾科夫州洛佐瓦區的洛佐瓦市鎮負責管轄。該村處於布里泰河畔，面積0.79平方公里，海拔高度106米，2001年人口242。當地有一個二戰時蘇聯陣亡士兵亂葬坑，裡面埋葬了524名陣亡士兵。